# Dietisalvi di Speme
Dietisalvi di Speme was een Italiaanse schilder, die werkzaam was in Siena van circa 1250 tot 1291. Hij was een oudere tijdgenoot van Duccio en zijn werk was sterk beïnvloed door Coppo di Marcovaldo en Cimabue. Sinds 1991 wordt hij gelijkgesteld aan de kunstenaar die voorheen met de noodnaam Meester van San Bernardino werd aangeduid.

## Leven
Dietisalvi di Speme betekent "Moge God je redden, (zoon) van Hoop", wat suggereert dat hij te vondeling was gelegd.
Zijn naam wordt in 1250 voor het eerst vermeld in de administratie van de biccherna. Later wordt hij genoemd als schilder van de panelen die als omslagen dienden voor de kasboeken. De vermeldingen hebben betrekking op de jaren 1261, 1262, 1276, 1278, 1282-1283 en 1284. Volgens een reconstructie door moderne historici zou hij 56 van dergelijke omslagen hebben geschilderd in de jaren 1259-1288, waarvan er slechts vier bewaard zijn gebleven. Dit zijn zijn enige gedocumenteerde werken. De magistraten deden in de periode 1259-1272 exclusief een beroep op hem. In de jaren erna wisselden ze hem af met andere schilders, onder wie Duccio di Buoninsegna, maar Dietisalvi schijnt verreweg het grootste aantal boekplatten te hebben geschilderd.
In de bronnen worden enkele opdrachten vermeld voor schilderwerk dat verloren is gegaan. Zo schilderde hij in 1262 een gonfalone (banier) voor de Terzo di San Martino, een van de drie oude stadsdelen van Siena. In 1281 (of 1291, volgens een ander document) verzorgde hij een opschrift in het Palazzo Pubblico, en in 1285 en in augustus 1291 kreeg hij opdrachten om twee kisten (casse) te versieren.
In 1285 en 1291 staat hij geregistreerd als inwoner van de contrada Sant'Egidio de' Malavolti, in de Terzo di Camollia, en later in San Donato. In al deze documenten wordt hij steeds vermeld met alleen zijn voornaam. Zijn pseudo-achternaam "di Speme" komt slechts één keer voor, en wel in een document van 18 januari 1290 (1289 volgens het Siënese gebruik).

## Werk
De vier biccherna-panelen die aan hem worden toegeschreven, dateren uit de jaren 1264, 1267, 1270 en 1282. In deze werken zien we, over een periode van twintig jaar, een stijlontwikkeling in de richting van Giunta Pisano en Cimabue. Hij kiest ook voor de lossere accenten en blekere kleuren van zijn tijdgenoot Guido da Siena, met wie hij soms samenwerkte.
De Italiaanse kunsthistoricus Luciano Bellosi pleitte er in 1991 voor om Dietisalvi te zien als de maker van enkele belangrijke 13e-eeuwse kunstwerken, die voorheen werden toegeschreven aan Guido da Siena of aan een andere, anonieme kunstenaar, die de Meester van San Bernardino was gedoopt. Het gaat hierbij om de Madonna van San Bernardino uit 1262, de Maria en Kind in het Museo statale d'arte medievale e moderna in Arezzo, de Madonna Galli-Dunn en de Madonna del Voto, beide bestemd voor een altaar in de kathedraal van Siena. In deze werken maakt hij zich geleidelijk los van de invloed van Coppo di Marcovaldo en gaat hij op zoek naar lossere lichaamshoudingen en verfijndere, frissere kleuren.
Andere werken die aan hem worden toegeschreven zijn de buitendeuren van de reliekschrijn van de zalige Andrea Gallerani (inv. nr. 5; de binnendeuren worden toegeschreven aan Guido da Siena), evenals enkele panelen van het Retabel van Badia Ardenga en de Reliekschrijn van de heiligen Franciscus, Catharina, Bartolomeüs en Clara (inv. 4; allemaal in de Pinacoteca Nazionale di Siena).
De laatste fase van zijn carrière wordt verbonden met het kruisbeeld in het Museo delle pie disposizioni in Siena, waar hij beïnvloed lijkt door de toen gloednieuwe Maestà van Cimabue in Pisa. Verder zijn ook enkele fresco's in de crypte van de kathedraal van Siena aan hem toegewezen, in het bijzonder de Judaskus en enkele andere herontdekte fresco's.

## Galerij

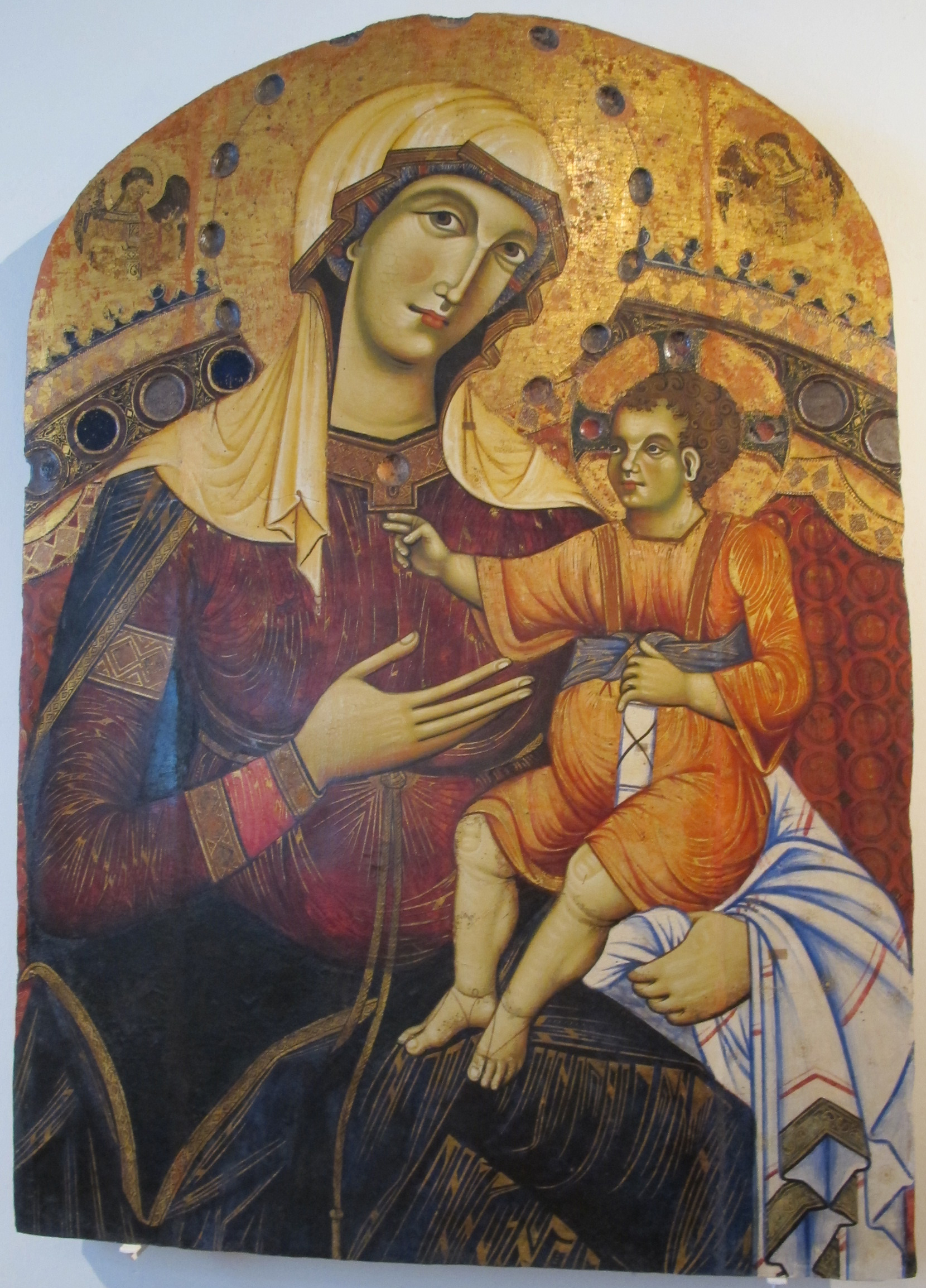
Madonna van San Bernardino (fragment van een veel groter paneel), gedateerd 1262, tempera en goud op paneel, 142 × 100 cm, Siena, Pinacoteca nazionale (inv. nr. 16)
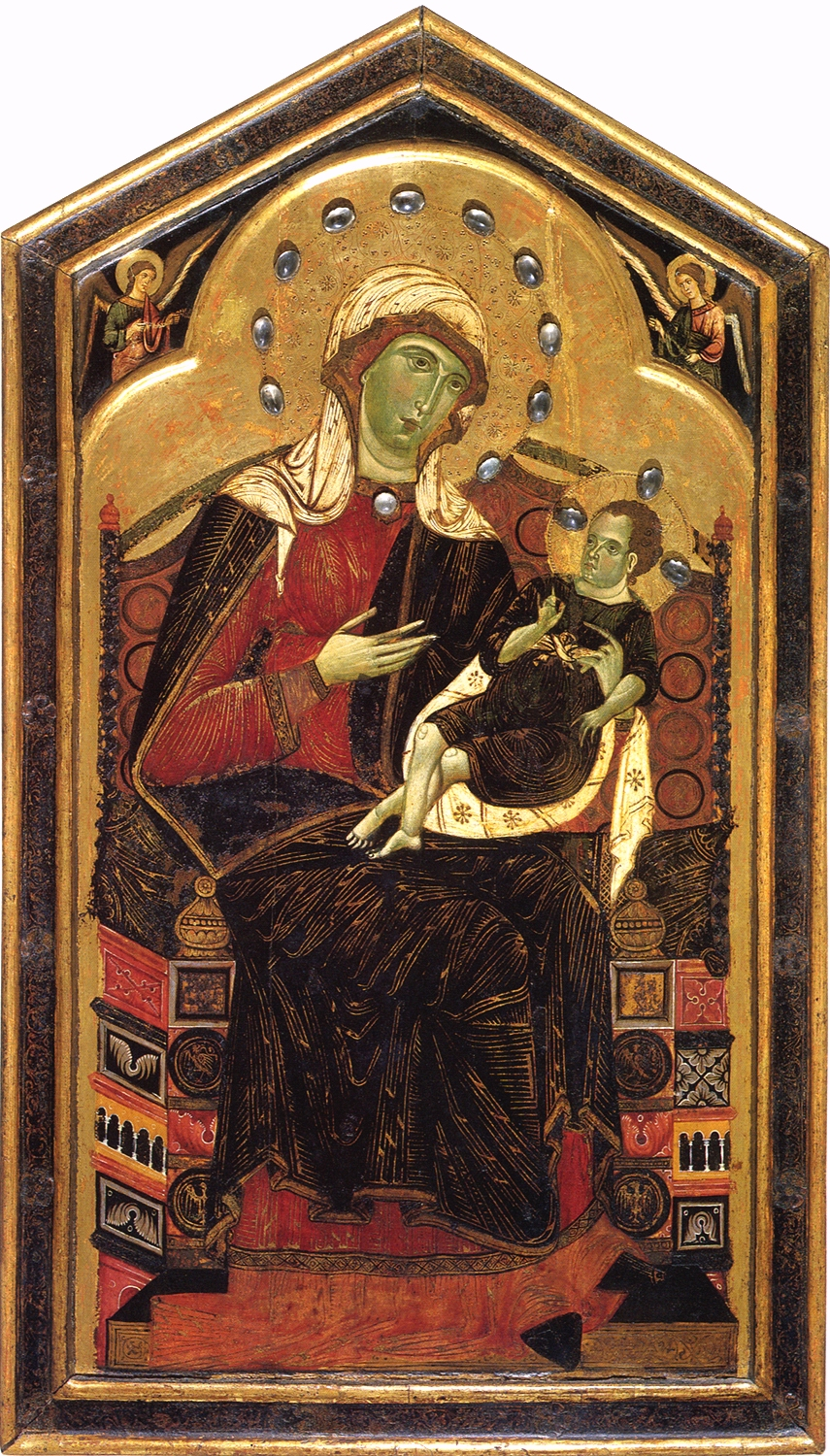
Madonna Galli-Dunn, ca. 1265, tempera en goud op paneel, 120 × 170 cm, Siena, Pinacoteca nazionale (inv. nr. 587)
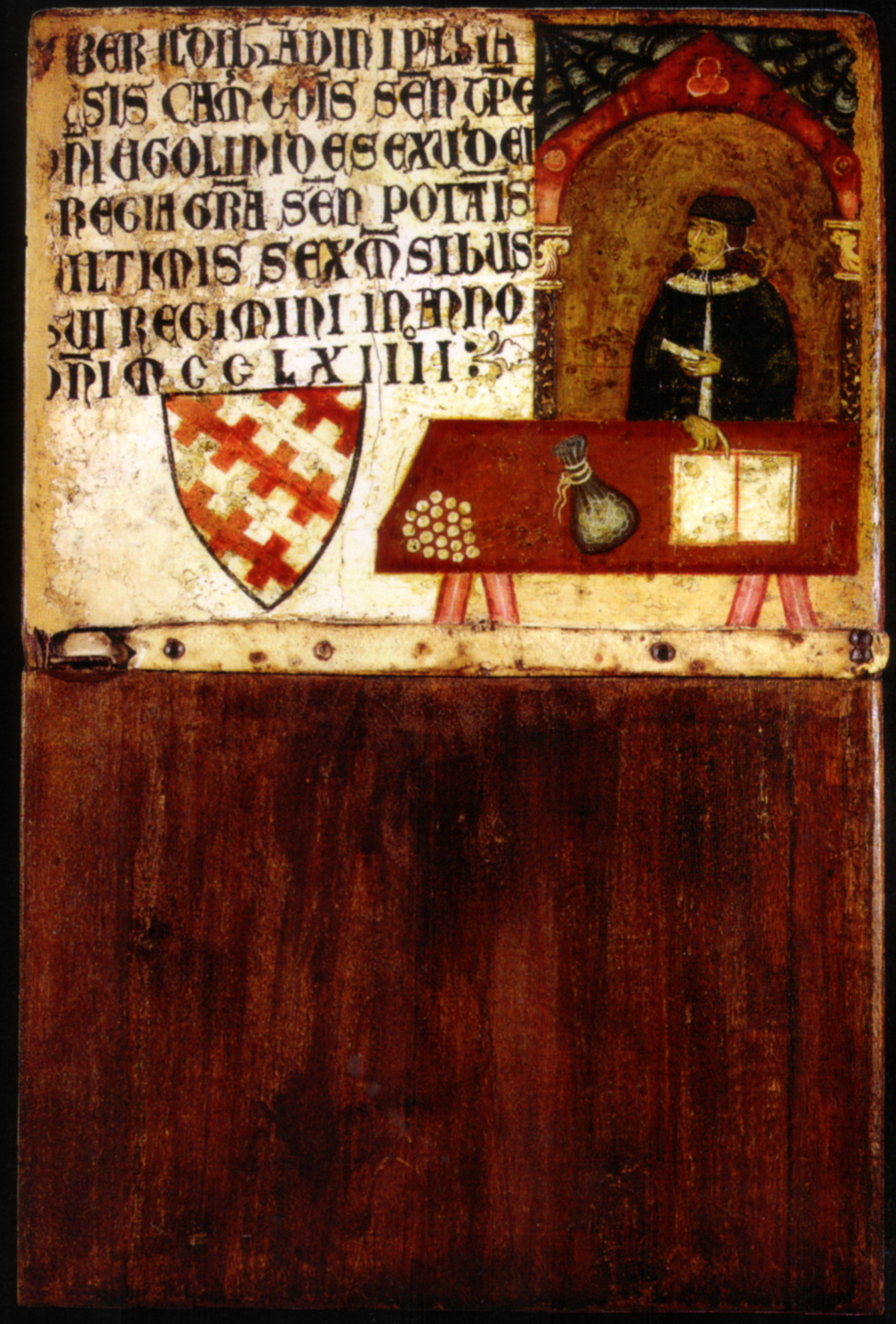
Biccherna-paneel met camarlengo Ildebrandino Pagliaresi, juli-december 1264, tempera op paneel, 36,4 × 24,2 cm, Siena, Archivio di Stato di Siena (inv. nr. 2)
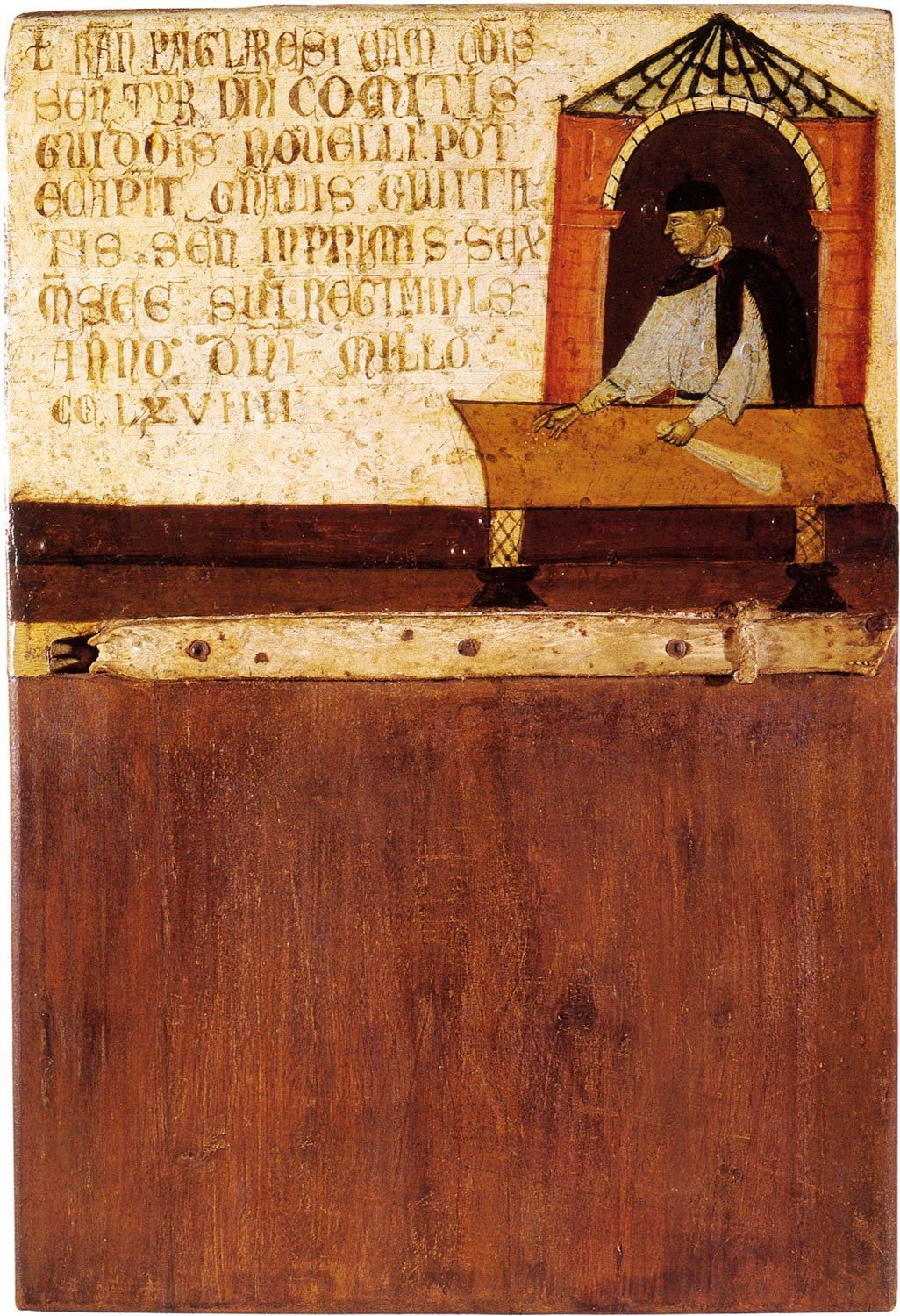
Biccherna-paneel met camarlengo Ranieri Pagliaresi, januari-juni 1270, tempera op paneel, 35,4 × 24,4 cm, Siena, Archivio di Stato di Siena (inv. nr. 4)

## Verantwoording
- Dit artikel of een eerdere versie ervan is een (gedeeltelijke) vertaling van het artikel Dietisalvi di Speme op de Italiaanstalige Wikipedia, dat onder de licentie Creative Commons Naamsvermelding/Gelijk delen valt. Zie de bewerkingsgeschiedenis aldaar.

## Aanbevolen literatuur
- John White (1979): Duccio. Tuscan Art and the Medieval Workshop, Londen: Thames and Hudson.
- Luciano Bellosi (1991): "Per un contesto cimabuesco senese: Guido da Siena e il probabile Dietisalvi di Speme", Prospettiva 61 (1991), p. 6-20. Herdrukt in: Luciano Bellosi (2006): "I vivi parean vivi". Scritti di storia dell'arte italiana del Duecento e del Trecento, Florence: Centro Di, p. 56-70.
- A. Bagnoli, R. Bartalini, L. Bellosi & M. Laclotte (2003): Duccio. Alle origini della pittura senese, Cinisello Balsamo: Silvana Editoriale. Catalogus van de tentoonstelling in Siena.
- Luciano Cateni & Maria Pia Lippi Mazzieri (2012): Duccio, Simone, Pietro, Ambrogio e la grande stagione della pittura senese, Siena: Betti Editrice.